# Milton Wright
Milton Wright (eigentlich Milton L. Wright, Jr.) ist ein US-amerikanischer R&B-Sänger, Songschreiber und Musikproduzent, der musikalisch in den 1970er Jahren in der Soulszene von Miami aktiv war und für seine Lieder Keep It Up und I Belong To You bekannt ist. Durch seine Tätigkeit als Richter erlangte er den Spitznamen The singing Judge.

## Leben
Wright wurde als eines von sieben Kindern geboren. Er ist der Bruder von Soul-Legende Betty Wright, Sängerin Jeanette Wright, Gitarrist und Sänger Phillip Wright sowie Sänger Charles A. Wright. Wrights musikalische Geschichte beginnt mit Echoes of Joy, eine Gospelgruppe seiner Familie in seiner Heimatstadt Miami, der im Alter von 2 Jahren auch seine Schwester Betty beitrat. Die Brüder Phillip und Charles gründeten eine Band namens Afro Beats, die in Hotels von Miami Beach und auch in Boston regelmäßig auftrat.
Nachdem Milton Wright in Morehouse und Princeton zur Schule gegangen war, wurde er an der University of Michigan Law School angenommen. Als er herausfand, dass seine Freundin mit einem anderen Mann verlobt war, schrieb er das Lied I Belong To You und nahm es mit dem Detroiter Produzenten Ollie McLaughlin auf, der es jedoch nur als Instrumentalversion veröffentlichte. Ein Jahrzehnt später erschien die Gesangsversion ohne Wrights Genehmigung und entwickelte sich zu einem festen Bestandteil der Northern-Soul-Szene im Vereinigten Königreich. Das Rassenklima an der Universität in Michigan bewegte Wright zu einem Umzug nach Boston, wo er sich seinen Brüdern anschloss und sein Jurastudium an der Boston University fortsetzte. Sie gründeten eine zweite Band, die Fourth Unit.
Als er 1972 sein Anwaltspatent erlangte, fand er jedoch nicht wirklich seinen Wirkungskreis, kehrte nach Miami zurück und veröffentlichte 1975 sein erstes Album Friends and Buddies. Die nachdenklichen, sozialbewussten Texte und die funkige Atmosphäre des Albums sprachen jeden Fan der Musik, die Stevie Wonder oder Gil Scott-Heron zu dieser Zeit machten, an.
Die Single Keep It Up wurde 1975 veröffentlicht. Weil Wright aber bei Alston Records einem Sublabel von TK Records unter Vertrag stand und im selben Zeitraum die späteren Hits von KC and the Sunshine Band That’s The Way I Like It und Get Down Tonight veröffentlicht wurden, ging Wrights Single zu dieser Zeit etwas unter. Sein zweites Album Spaced aus dem Jahr 1977 fand noch weniger Beachtung, obwohl es einen einzigartigen Sound hatte, der seiner Zeit voraus war.
Wright kehrte erneut nach Boston zurück, wurde Leiter der als Roxbury Defenders bekannten Gruppe von Pflichtverteidigern und war Teil des Rechtsteams, das an einer Klage wegen Rassendiskriminierung gegen die Boston Ironworkers 7 arbeitete. Von 1998 bis 2004 war Wright Richter am Boston Municipal Court.
Am 6. Mai 2023 hatte er einen seiner wenigen Auftritte in Deutschland beim Baltic Soul Weekender #17.

## Diskografie

### Alben
- 1975: Friends and Buddies
- 1977: Spaced

### Singles
- 1968: The Gallop (mit The Terra Shirma Strings)
- 1975: Keep It Up
- 1976: Ooh Ooh Ooh I Like It
- 1977: I Belong To You (mit The Terra Shirma Strings)